# Дирекция имперских железных дорог (Кёнигсберг)
Дирекция имперских железных дорог в Кёнигсберге (Reichsbahndirektion Königsberg) — главный управляющий орган Имперских железных дорог (англ.) в Восточной Пруссии до 1945 года. Располагалась по адресу: Форштэдтише Ланггассе (Vorstädtische Langgasse) 117/121 (современный — Ленинский проспект, 111—117). Основной задачей ведомства было управление железными дорогами в Восточной Пруссии.

## Здание Дирекции имперских железных дорог
Первоначально на месте здания находилась школа, принадлежащая госпиталю святого Георгия в которой в 1730—1732 годы учился Иммануил Кант. Позднее она была снесена и на её месте началось возведение жилого дома. Но во время строительства дома в 1895 году здание было куплено Немецкими железными дорогами (нем.) и сдано в эксплуатацию как административное.
Строительное описание из книги Балдура Кёстера «Здания Кёнигсберга»:

Очень протяжённое четырёхэтажное здание с 21 оконными осями по стороне, направленной к улице, и сейчас является господствующим элементом по восточной стороне бывшей Форштэдтише Ланггассе. Декорация оштукатуренного фасада выдержана в сдержанном стиле неоренессанса. Первый этаж и углы расчленены большими квадрами. Чуть выделяющийся средний ризалит с 5 оконными осями завершается посаженным поверху карнизом. Посередине карниза две сидячие фигуры из камня, несущие колесо (левая фигура прежде держала телеграфный шток — сейчас исчезла).

По некоторым версиям, эти фигуры должны были олицетворять Движение и Время.
После войны здания Госпиталя Святого Георгия и Дирекции имперских железных дорог были практически единственными оставшимися строениями со стенами на этом участке Ленинского проспекта. В 1950 году здание Дирекции было восстановлено рабочими строительного отдела Морского торгового порта Калининграда для использования его в качестве жилого дома для своих работников.